# Rotacja
Rotacja lub wirowość – operator różniczkowy w teorii pola, który działając na pole wektorowe tworzy pole wektorowe wskazujące wirowanie (gęstość cyrkulacji) pola wyjściowego. Oznaczana jest przez {\displaystyle \operatorname {rot} } lub {\displaystyle \operatorname {curl} } (z ang. rotacja), czasami również zapisywana jako {\displaystyle dF.}.
Jeżeli rotacja danego pola wektorowego jest równa zero (wektorem zerowym), to pole to jest bezwirowe. Pole bezwirowe ma potencjał (i odwrotnie: pole dla którego nie można określić potencjału jest polem wirowym).

## Definicja formalna
Rotację definiuje się jako iloczyn wektorowy operatora nabla {\displaystyle \nabla } i wektora {\displaystyle \mathbf {F} {:}}
{\displaystyle \mathbf {B} =\operatorname {rot} (\mathbf {F} )=\nabla \times \mathbf {F} .}
W sensie geometrii różniczkowej rotację pola wektorowego na trójwymiarowej rozmaitości zorientowanej z metryką definiuje się w sposób:
{\displaystyle d(G\circ F)=i_{\operatorname {rot} (F)}\Omega ,}
gdzie:
{\displaystyle (G\circ F)=g(F,\bullet ),}
{\displaystyle g} – tensor metryczny,
{\displaystyle i_{\operatorname {rot} (F)}\Omega } – zwężenie formy objętości {\displaystyle \Omega } z rot(F).

### Rotacja w układzie współrzędnych kartezjańskich
W kartezjańskim układzie współrzędnych {\displaystyle F=[F_{x},F_{y},F_{z}]} mamy więc
{\displaystyle {\begin{bmatrix}{\frac {\partial }{\partial x}}\\[.5em]{\frac {\partial }{\partial y}}\\[.5em]{\frac {\partial }{\partial z}}\end{bmatrix}}\times F={\begin{bmatrix}{\frac {\partial F_{z}}{\partial y}}-{\frac {\partial F_{y}}{\partial z}}\\[.5em]{\frac {\partial F_{x}}{\partial z}}-{\frac {\partial F_{z}}{\partial x}}\\[.5em]{\frac {\partial F_{y}}{\partial x}}-{\frac {\partial F_{x}}{\partial y}}\end{bmatrix}}.}
Notacja macierzowa
W notacji macierzowej rotację otrzymujemy jako wyznacznik macierzy:
{\displaystyle {\begin{vmatrix}\mathbf {i} &\mathbf {j} &\mathbf {k} \\{\frac {\partial }{\partial x}}&{\frac {\partial }{\partial y}}&{\frac {\partial }{\partial z}}\\F_{x}&F_{y}&F_{z}\end{vmatrix}},}
gdzie {\displaystyle \mathbf {i} ,\mathbf {j} ,\mathbf {k} } są wersorami osi {\displaystyle x,y,z} układu współrzędnych.
Całość rozpisujemy w następujący sposób:
{\displaystyle \left({\frac {\partial F_{z}}{\partial y}}-{\frac {\partial F_{y}}{\partial z}}\right)\mathbf {i} +\left({\frac {\partial F_{x}}{\partial z}}-{\frac {\partial F_{z}}{\partial x}}\right)\mathbf {j} +\left({\frac {\partial F_{y}}{\partial x}}-{\frac {\partial F_{x}}{\partial y}}\right)\mathbf {k} .}

### Rotacja w innych układach współrzędnych
W układzie współrzędnych walcowych:
{\displaystyle \nabla \times \mathbf {F} (\rho ,\varphi ,z)=\left({\frac {1}{\rho }}{\frac {\partial F_{z}}{\partial \varphi }}-{\frac {\partial F_{\varphi }}{\partial z}}\right)\mathbf {e} _{\rho }+\left({\frac {\partial F_{\rho }}{\partial z}}-{\frac {\partial F_{z}}{\partial \rho }}\right)\mathbf {e} _{\varphi }+\left({\frac {1}{\rho }}{\frac {\partial \rho F_{\varphi }}{\partial \rho }}-{\frac {1}{\rho }}{\frac {\partial F_{\rho }}{\partial \varphi }}\right)\mathbf {e} _{z}}
W układzie współrzędnych sferycznych:
{\displaystyle \nabla \times \mathbf {F} (r,\varphi ,\theta )=\left[{\frac {1}{r\sin \theta }}\left({\frac {\partial }{\partial \theta }}(\sin \theta F_{\varphi })-{\frac {\partial F_{\theta }}{\partial \varphi }}\right)\right]\mathbf {e} _{r}+\left[{\frac {1}{r}}{\frac {\partial (rF_{\theta })}{\partial r}}-{\frac {1}{r}}{\frac {\partial F_{r}}{\partial \theta }}\right]\mathbf {e} _{\varphi }+\left[{\frac {1}{r\sin \theta }}{\frac {\partial F_{r}}{\partial \varphi }}-{\frac {1}{r}}\left({\frac {\partial }{\partial r}}(rF_{\varphi })\right)\right]\mathbf {e} _{\theta }}

### Notacja Einsteina
W notacji Einsteina, z użyciem symbolu Leviego-Civity, jest zapisywana jako:
{\displaystyle \nabla \times {\vec {F}}={\frac {1}{\sqrt {\det g}}}\varepsilon ^{ijk}({\frac {\partial F_{j}}{\partial \xi ^{i}}}-{\Gamma ^{\ell }}_{ij}F_{\ell }){\vec {e}}_{k}.}

## Własności rotacji
Oznaczając przez {\displaystyle F,G} pola wektorowe, przez {\displaystyle f} pole skalarne dla {\displaystyle a,b\in \mathbb {R} } zachodzą następujące własności:
- rotacja jest operatorem liniowym dla liczb rzeczywistych

{\displaystyle \nabla \times (a\mathbf {F} +b\mathbf {G} )=a\nabla \times \mathbf {F} +b\nabla \times \mathbf {G} ,}
- rotacja gradientu jest zerowa

{\displaystyle \nabla \times \nabla f=\mathbf {0} ,}
- rotacja z pola wektorowego, które jest iloczynem pola skalarnego i wektorowego:

{\displaystyle \nabla \times (f\mathbf {F} )=\nabla f\times \mathbf {F} +f\nabla \times \mathbf {F} ,}
- rotacja z iloczynu wektorowego dwóch pól wektorowych:

{\displaystyle \nabla \times (\mathbf {F} \times \mathbf {G} )=(\mathbf {G} \cdot \nabla )\mathbf {F} -(\mathbf {F} \cdot \nabla )\mathbf {G} +\mathbf {F} (\nabla \cdot \mathbf {G} )-\mathbf {G} (\nabla \cdot \mathbf {F} ),}
- rotacja z rotacji pola wektorowego {\displaystyle F{:}}

{\displaystyle \nabla \times (\nabla \times \mathbf {F} )=\nabla (\nabla \cdot \mathbf {F} )-\Delta \mathbf {F} ,}
- każde pole o zerowej rotacji {\displaystyle (\nabla \times F=0)} można przedstawić jako gradient pola skalarnego (istnieje takie pole skalarne V, że {\displaystyle F=-\nabla V}); zob. twierdzenie Helmholtza.